# Tarnay Antal
Tarnay Antal (eredeti neve: Taczman Antal; 1848-ig) (Jászberény, 1827. január 6. – Makó, 1888. április 24.) törvényszéki elnök.

## Életpályája
1847–1848 között a bécsi nemesi testőrség tagja volt. 1848-ban hazatért Magyarországra. 1848. szeptember 27-én Nagyváradon főhadnaggyá nevezték ki. 1849-ben százados lett. 1849-ben Grubiczky Sándor halál után ideiglenesen zászlóalj parancsnok volt; őt a makói Csutak Kálmán követte e pozícióban. 1849. február 13-án ő is ott volt a világosi fegyverletételnél. Aradon bebörtönözték. 1850. január 16-án felségsértés vádja miatt vagyonelkobzásra és halálra ítélték, amelyet egy évi várfogságra enyhítettek. 1850-ben besorozták a 47. gyalogezredbe. Munkácson raboskodott, 1852. június 17-én szabadult. 1860-ban Csanád vármegye tiszteletbeli főjegyzője lett. 1871-ben a makói törvényszék elnöke lett.
Sírja a makói Római katolikus temetőben található.

## Családja
Szülei: Tarnay Mihály főszolgabíró; országgyűlési képviselő és Niamessny Júlia voltak. Felesége: Návay Franciska (1836–1925) volt. Fia, Tarnay Ivor (1874-1941) Csanád vármegye alispánja.